# 南明区

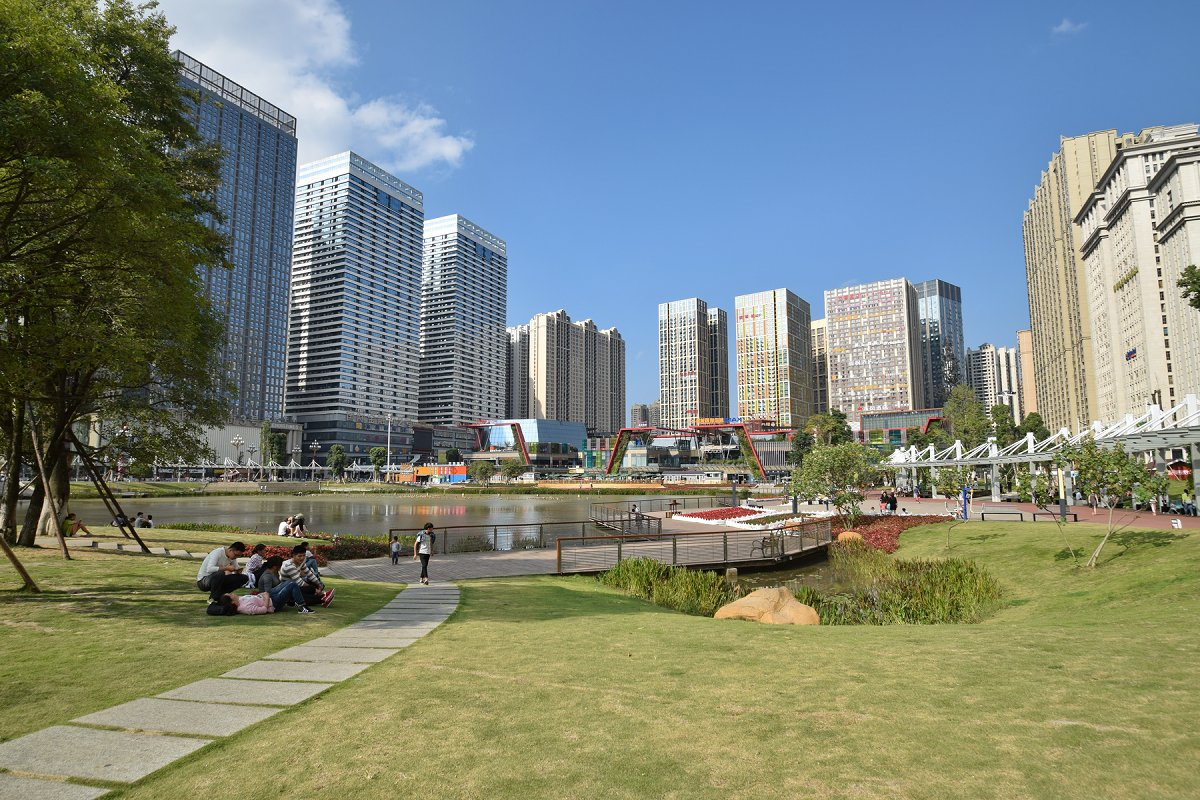
花果园中央商务区

南明区，是貴州省贵阳市的城区之一。总面积209.34平方千米。下辖4个乡、29个村；18个社区服务中心，140个居委会。2020年11月常住人口104.8万。民族以汉族为多，人数较多的少数民族有苗族、布依族、回族。

## 行政区划
南明区下辖18个街道办事处、3个乡、1个民族乡：
新华路街道、西湖路街道、水口寺街道、中华南路街道、河滨街道、遵义路街道、兴关路街道、沙冲路街道、望城街道、太慈桥街道、湘雅街道、油榨街道、中曹司街道、二戈街道、龙洞堡街道、花果园街道、小车河街道、五里冲街道、后巢乡、云关乡、小碧布依族苗族乡和永乐乡。

## 氣候
气候温和，夏无酷暑，冬无严寒，雨量充沛，年平均气温15.3攝氏度，年平均降雨量1200毫米，年平均日照1354小时，无霜期270天。

## 文化
南明区是贵阳市重要的文化、行政区域，区内有贵阳市图书馆、贵州电视台、贵阳电视台、中共贵州省委等单位。

## 旅遊
南明区的著名旅游景点有：甲秀楼、河滨公园等。
名胜古迹有明万历二十五年建成的甲秀楼，明万历三十二年建成的观风台（又名气象台），境内中部有河滨公园，西南有南郊公园，东面有森林公园。

## 教育
南明区的教育机构有：贵阳财经学院、贵州教育学院、贵阳学院、贵州轻工职业技术学院、贵州警察职业技术学院等众多高校。